# Sachiko Morisawa
Sachiko Morisawa är en japansk före detta bordtennisspelare och världsmästare i singel, dubbel och lag. Hon vann även guld i dubbel och lag i asiatiska mästerskapen 1967.
Hon spelade deltog bara i två VM 1967 och 1969.
Under sin karriär tog hon 4 medaljer i bordtennis-VM, 3 guld och 1 brons.

## Meriter
- Bordtennis VM
  - 1967 i Stockholm
    - 1:a plats singel
    - 1:a plats dubbel (med Saeko Hirota)
    - 1:a plats med det japanska laget

  - 1969 i München
    - kvartsfinal  dubbel
    - 3:e plats med det japanska laget

- Asiatiska mästerskapen TTFA
  - 1967 i Singapore
    - 1:a plats dubbel
    - 1:a plats med det japanska laget

  - 1968 i Jakarta
    - 3:e plats singel
    - 2:a plats dubbel
    - 2:a plats med det japanska laget

- Asian Games
  - 1966 i Bangkok
    - 3:e plats dubbel
    - 1:a plats med det japanska laget